# Optrekkend vocht
Optrekkend vocht (ook opstijgend vocht genoemd) is water dat door capillaire werking in poreuze materialen zoals steen of beton omhoog trekt. Door optrekkend vocht worden de muren aan de binnenkant van een gebouw nat, dit komt voor in kelders, maar ook boven het maaiveld kunnen wanden vochtig worden. Vochtige muren kunnen niet worden afgewerkt met bijvoorbeeld een pleisterlaag of behang. Bovendien kan er schimmelvorming ontstaan, wat voor een ongezond leefklimaat in het gebouw zorgt.

## Tegengaan
Optrekkend vocht is onder andere te voorkomen door rond maaiveldhoogte 10 à 12 lagen met klinkers te metselen die geen water opnemen. Aan de metselspecie voor deze eerste lagen wordt tras toegevoegd, dit afwijkend gemetselde deel van de muur heet het trasraam. Vanwege de hoge kwaliteit bakstenen wordt tegenwoordig het trasraam met name om decoratieve reden gebruikt. 

## Achteraf oplossen
Een methode is om muren met een speciale vloeistof te injecteren zodat ze, na uitharding van het product, geen vocht meer doorlaten.

## Andere oorzaken van vochtige muren
Wanneer bouwmaterialen poreus zijn en daardoor vocht doorlaten wordt gesproken van vochtdoorslag. Indien bijvoorbeeld de dakbedekking kapot is, is er sprake van lekkage als er water naar binnen komt. Door gebrek aan ventilatie of het bestaan van koudebruggen kunnen door condensatie aan de binnenzijde van een buitenmuur vochtplekken ontstaan.